# Lucanus formosus
Espèce
Lucanus formosus est une espèce d'insectes coléoptères de la famille des Lucanidae.

## Répartition
Lucanus formosus se rencontre au Laos (dans le Xieng Khouang) et en Chine (dans les provinces de Fujian et du Yunnan).

## Description
C'est un grand lucane de couleur brune aux mandibules fort développées pour le mâle, et de couleur noire pour la femelle.
Les types, mâle et femelle, mesurent respectivement 52 mm et 27 mm.

## Classification
Le nom valide complet (avec auteur) de ce taxon est Lucanus formosus Didier (d), 1925,.
Lucanus formosus a pour synonyme :
- Lucanus cyclommatoides Didier, 1928

### Publication originale
- Robert Didier, « Descriptions sommaires de Lucanides nouveaux de la faune indo-chinoise », Bulletin de la Société entomologique de France, Paris, SEF, vol. 30, no 14,‎ 1925, p. 218-223 (ISSN 0037-928X et 2540-2641, OCLC 1765811, DOI 10.3406/BSEF.1925.27538).